# Portada/article abril 13

## Mercè Rodoreda i Gurguí
Mercè Rodoreda i Gurguí (Barcelona, 10 d'octubre de 1908 – Girona, 13 d'abril de 1983) fou una escriptora catalana que va rebre, entre altres guardons, el Premi d'Honor de les Lletres Catalanes de 1980. Es considera l'escriptora de llengua catalana contemporània més influent, tal com ho testifiquen les referències d'altres autors a la seva obra i la repercussió internacional, amb traduccions a trenta llengües diferents. La seva producció comprèn tots els gèneres literaris; Rodoreda conreà tant la poesia com el teatre o el conte, tot i que destaca especialment en la novel·la.